# CF Rayo Majadahonda
Club de Fútbol Rayo Majadahonda – hiszpański klub piłkarski, grający w Segunda División, mający siedzibę w mieście Majadahonda.

## Sezony
| Sezon   | Liga                    | Miejsce | Puchar Króla |
| ------- | ----------------------- | ------- | ------------ |
| 1976/77 | 3ª Categoría            | 1.      |              |
| 1977/78 | 3ª Categoría Preferente | 12.     |              |
| 1978/79 | 3ª Categoría Preferente | 17.     |              |
| 1979/80 | 3ª Categoría            | 1.      |              |
| 1980/81 | 3ª Categoría Preferente | 3.      |              |
| 1981/82 | 3ª Categoría Preferente | 1.      |              |
| 1982/83 | 2ª Categoría            | 1.      |              |
| 1983/84 | 1ª Categoría            | 2.      |              |
| 1984/85 | Preferente              | 6.      |              |
| 1985/86 | Preferente              | 4.      |              |
| 1986/87 | Preferente              | 2.      |              |
| 1987/88 | 3ª                      | 5.      |              |
| 1988/89 | 3ª                      | 14.     |              |
| 1989/90 | 3ª                      | 15.     |              |
| 1990/91 | 3ª                      | 12.     |              |
| 1991/92 | 3ª                      | 5.      |              |
| 1992/93 | 3ª                      | 8.      | I runda      |
| 1993/94 | 3ª                      | 11.     |              |
| 1994/95 | 3ª                      | 2.      |              |
| 1995/96 | 3ª                      | 1.      |              |
| 1996/97 | 3ª                      | 1.      |              |

| Sezon   | Liga       | Miejsce | Puchar Króla |
| ------- | ---------- | ------- | ------------ |
| 1997/98 | 2ªB        | 18.     |              |
| 1998/99 | 3ª         | 20.     |              |
| 1999/00 | Preferente | 1.      |              |
| 2000/01 | 3ª         | 1.      |              |
| 2001/02 | 3ª         | 14.     | Eliminacje   |
| 2002/03 | 3ª         | 4.      |              |
| 2003/04 | 2ªB        | 20.     |              |
| 2004/05 | 3ª         | 8.      |              |
| 2005/06 | 3ª         | 9.      |              |
| 2006/07 | 3ª         | 10.     |              |
| 2007/08 | 3ª         | 12.     |              |
| 2008/09 | 3ª         | 3.      |              |
| 2009/10 | 3ª         | 9.      |              |
| 2010/11 | 3ª         | 10.     |              |
| 2011/12 | 3ª         | 11.     |              |
| 2012/13 | 3ª         | 8.      |              |
| 2013/14 | 3ª         | 7.      |              |
| 2014/15 | 3ª         | 1.      |              |
| 2015/16 | 2ªB        | 14.     | I runda      |
| 2016/17 | 2ªB        | 4.      |              |
| 2017/18 | 2ªB        | 1.      | I runda      |
| 2018/19 | 2ª         | 19.     | III runda    |
| 2019/20 | 2ªB        | 6.      | II runda     |
| 2020/21 | 2ªB        |         |              |

- 5 sezonów w Segunda División B
- 25 sezony w Tercera División